# どろろ (映画)
『どろろ』は、2007年（平成19年）1月27日に公開された日本映画。手塚治虫の同名漫画を原作として実写化し、製作：「どろろ」製作委員会、制作：ツインズジャパン、配給：東宝。ヨーロッパ、アジア、アメリカを含む24カ国でも配給された。
2007年（平成19年）度の第7回・日本映画テレビ技術協会映像技術賞ではVFX、劇映画部門を受賞した。

## 概要
原作漫画『どろろ』の時代設定は、室町時代後期から戦国時代前期の日本とされていたものの、本作品は架空の異世界を舞台にしており、所々に現代的要素が盛り込まれる。
興行で大ヒットとなり、「2」「3」の続編製作が決定と公告された。2007年（平成19年）当時の一部報道では、総製作費はプロデューサーの独断で当初見積を大幅に超過した第1作の20億円を上回り、第2、3作を合わせて計60億円となると報じられ、第2作は2009年（平成21年）公開を目指し作業中だと報じられていたが、実現することは無かった。
2007年（平成19年）には東京地区で、ニュージーランドの風景やアトラクションを映画の映像とともに紹介する「ニュージーランド政府観光局」の30秒テレビCMが放送された。
2006年（平成18年）12月7日には映画に先立ち朝日文庫から、この映画の脚本家・NAKA雅MURAによるノベライズが上巻・下巻同時出版された。映画では割愛された内容が盛り込まれており、中盤以降は魔物同士が手を組むなど、映画とは展開や内容が全く違う部分もある。
キャッチフレーズは「運命を、ぶった斬れ。」、「物語が、動き出す。」、「必死に生きて、何が悪い！」。
手塚作品で初のPG-12指定を受けた。

## ストーリー
はるか昔、賢帝歴三千四十八年、景光が魔物と契約してから20年後。とある街の酒場で、踊り子に化けた魔物と戦う青年・百鬼丸を目撃したコソ泥・どろろ。百鬼丸は身体の四十八カ所を魔物に奪われており、その欠けた箇所を義肢で補っていた。通りすがりの琵琶法師から百鬼丸の身の上話を聞いたどろろは、その左腕に仕込まれた魔物を爆発蒸散させることのできる妖刀に興味を持ち、つきまとうようになる。初めは鬱陶しがっていた百鬼丸だが、時を重ねていくうちにしだいに心を開き、共に魔物を倒し、元の身体を取り戻すための旅をする。
旅をしていく中で深まる二人の絆と、次々と明らかになってゆく百鬼丸の過去。どろろの両親の仇、醍醐景光とは何者か。何故百鬼丸は身体の四十八カ所を奪われたのか、百鬼丸の本当の両親は誰なのか。その謎が明かされたとき、物語は大きく動き出す。
父の野望のため身体を奪われし者、そして時の権力に両親を奪われし者、失われた身体と心を取り戻すための二人の旅は続く。

## キャスト
- 百鬼丸 - 妻夫木聡（幼少期：鈴木宗太郎）
- どろろ - 柴咲コウ（幼少期：橋本くるみ）
- 多宝丸 - 瑛太
- 醍醐景光 - 中井貴一
- 百合 - 原田美枝子
- 琵琶法師 - 中村嘉葎雄
- 寿海 - 原田芳雄
- 火袋（どろろの父） - 菅田俊
- お自夜（どろろの母） - 麻生久美子
- 地獄堂の住職 - 山谷初男
- 鯖目 - 杉本哲太
- 鯖目の奥方 - 土屋アンナ
- チンピラ - 劇団ひとり
- チンピラ - インスタントジョンソン
- 占い師 - きたろう
- 飯屋の親父 - 寺門ジモン
- 子捨て村の住民夫婦 - でんでん、春木みさよ

## 四十八の魔物
ヤシガニ蜘蛛
ある日、異国の衣を纏い現れた、見た目も歌声も美しい女と人気を博し酒場の踊り子として雇われていた、奇妙な面を被り衣の裾から白い脚を覗かせた歌姫。仮面の下は長髪を生やしミイラのごとく奇怪に老いた爺の顔。正体は爺の頭にヤシガニのハサミ、蜘蛛の下半身を持つ魔物。百鬼丸から右脚を奪った。
マイマイオンバ
人に化け、鯖目の奥方として暮していた、顔は人で羽に無数の目がある蛾の魔物。オカッパ頭で同じ顔をした7つ子の幼い娘たちがいるが、娘たちの正体も背中には無数の目がある幼虫の魔物で、屋敷にある蔵の下に寺への抜け道をつくり、そこへ山のように卵を産み、寺へ捨てられた子を引きずり込んで我が子の餌としていた。寺の尼僧にも化けて村の捨て子を預かっていたが、年月が経っても寺から声が聞こえないため、子供を喰らう魔物ではないかと村人たちも噂していったが、自分たちに都合の悪い事に蓋をして真実を知ろうとはしなかった。寺が落雷で焼けたために、鯖目が娘たちの餌にしようと招いた百鬼丸や、食い殺した子供の死霊たちから返り討ちにあう。百鬼丸から肝臓を奪った。
ノベライズ版では、尼僧を殺して入れ替わり寺の子供を鞭打って寺の裏から屋敷の蔵に繋がる径を掘らせ、夜は逃げ出さぬよう縛り上げていたが、自力で縄を解いた子らが脱走しようとしたのを機に全ての子を穴の中に引きずり込み喰らい、探し回られ余計な詮索が入ると面倒なので鯖目に命じて寺を焼き払わせた。また、ノベライズ版では鯖目の背中に目立つ瘤があり、7つ子の中で背中に瘤のある半人半魔の仔「桔梗（ききょう）」だけが生き延びて他の魔物と組んでどろろたちを襲うが、後に改心して鯖目と暮らす運命を歩む。
桜魔人
桜のろくろ首の妖怪。桜の木から能面の顔で赤い髪が無数に伸びる。百鬼丸から左耳を奪った。
ノベライズ版では姥桜の魔物で、百鬼丸から右耳を奪った。
オオサンショウウオ
二足歩行する巨大な山椒魚の魔物。強固な皮膚を持ち、刀を撥ね返すほど硬い。巨木をもなぎ倒す強靭な尻尾を武器とし、大口から伸びる長大な舌で獲物を丸呑みにする。巨体が災いして俊敏性は弱いが驚異的な跳躍力を誇り、劇中ではヒップ・ドロップを披露している。また、雨を降らせない力がある。伸びる舌をどろろに短刀で串刺しにされ体内から斬られた。百鬼丸から声帯がある喉を奪った。
カラス天狗
定かではないが、鳥葬で人の肉の味を覚え、やがて生身の人の肉を食らいたいと思うようになったカラスが、いつしか山で修行する修験者たちを襲い、喰らううちにカラス天狗になったと言われている。背中から生えた巨大な翼で大空を自在に飛びまわる。上空から二本の剣を高速で振るい、百鬼丸とほぼ互角の戦いを繰り広げた。百鬼丸との激闘の末敗れ、その際に「恨むなら貴様の父を恨め」と父の存在を仄めかす言葉を遺す。百鬼丸から右腕を奪った。
ノベライズ版では修羅鴉（しゅらがらす）という名で、十にも二十にも分裂する幻を見せる。
赤野獣・青野獣
山犬のような姿をした、赤と青一対の獣。定かではないが、かつては多くの信仰を集めた大神宮の狛犬だったと言われている。川や滝、湖といった水に関わる場所に好んで姿を現し、夜中に百鬼丸へ襲い掛かる。その最大の武器は驚くほど鋭い直感と話術であり、相手の心を見抜いては言葉巧みに攻め込み、いたぶり、絶望させ、自殺へと追い込む。百鬼丸を散々言葉でいたぶり飛び掛かったところを斬り殺された。それぞれ百鬼丸から目を奪った。
ノベライズ版では、狐のごとき姿をした飛び交う青い狐火を引き連れているが、狐火は触れたものを凍らせしまい、中心に位置する芯となっている人の骨を割ると増殖する。
四化入道（しけにゅうどう）
24体目の魔物。定かではないが原作同様、かつて山寺を取り壊し山城を造ろうとした武将の命に逆らい生き埋めにされた和尚だったが、その怨念が地中に生きる野ネズミやカワウソ、モグラの精気と交わり、魔物となったといわれている。部下と百鬼丸を襲い百鬼丸の折れた刀が喉へ刺さり死亡した多宝丸に取り憑き、景光に「息子を蘇らせる代わりに景光の体を寄こせ。わしが天下を取ればいずれお前の息子に継がせよう」と迫り、応じた景光に取り憑いた。百鬼丸から心臓を奪った。
ノベライズ版では、禿鷹と狒々を捏ね合わせたような魔物で、様々な死骸を寄せ集めた奇妙な魔物も操る。
四化景光（しけかげみつ）
醍醐景光と一体化した四化入道。景光が角が生え魔物の顔になった姿をしている。自我が残っていた景光が自分で腹を刺し、俺もろとも斬れと促した百鬼丸に斬られ砕け散った。
赤錆山の魔物
劇団ひとり演じるチンピラの台詞にのみ登場。赤錆山（あかさびやま）という鉱山に住み着き、そこを訪れる人間を喰らっていた。百鬼丸によって退治された模様。
名称不明
ノベライズ版に登場。全身が鱗に覆われたトカゲの如き修験者姿の魔物。百鬼丸から胆嚢を奪った。
八百蜈蚣（やおむかで）
ノベライズ版に登場。八百八十八の牙と牡牛のような2本の角がある、テラテラと艶を放つ虫の殻のようなものに覆われた一間半はある巨大な鬼の顔が、大木のように太い巨大な蜈蚣の体に付いている魔物。金山の残党をそそのかし、けしかける。地中を進み百鬼丸に襲い掛かった。百鬼丸から左耳を奪った。
ぱっくりモチ爺い
ノベライズ版に登場。どろろが命名。魔物間での呼称は不明。5体目の魔物。木通（あけび）型の魔物。全身から伸ばした蔓から見る見る木通の実を生らし中からトリモチ状のものを出して動きを封じる。百鬼丸から睾丸を奪った。
三猿
ノベライズ版に登場。目の無い「見ざる』、口の無い「言わざる』、耳の無い「聞かざる』の、異様に手足が長く奇怪な3匹の猿の魔物。百鬼丸から舌を奪った。

## 製作

### 製作
「どろろ」製作委員会（TBSテレビ、ユニバーサル・ピクチャーズ・ジャパン、電通、毎日放送、中部日本放送、スターダストピクチャーズ、ツインズジャパン、RKB毎日放送、Yahoo! JAPAN、WOWOW、北海道放送、朝日新聞社、東京都ASA連合会）

### スタッフ
- 監督：塩田明彦
- アクション監督：程小東（チン・シウトン）
- アクション指導：下村勇二
- プロデューサー：平野隆
- 原作：手塚治虫
- 脚本：NAKA雅MURA、塩田明彦
- 撮影：柴主高秀
- 照明：豊見山明長
- 録音：井家眞紀夫
- 美術監督：丸尾知行
- 編集：深野俊英
- 音楽プロデューサー：桑波田景信
- 音楽：安川午朗、福岡ユタカ
- 主題歌：Mr.Children「フェイク」（トイズファクトリー）
- VFXディレクター：鹿住朗生
- 衣裳デザイン：黒澤和子
- 共同プロデューサー：下田淳行
- アソシエイトプロデューサー：岡田有正、辻本珠子、原公男
- 助監督：李相國

## DVDリリース
- どろろ ナビゲート DVD 〜序章〜 - ユニバーサル・ピクチャーズ・ジャパン（1枚組、2006年12月22日発売）
  - 本作のメイキング等を収録したナビゲートDVD。
- どろろ 通常版 - ユニバーサル・ピクチャーズ・ジャパン（1枚組、2007年7月13日発売）
  - 特典：特報・劇場予告編集、TVスポット集、プロモーション映像
  - 初回限定特典：ホログラムジャケット仕様
- どろろ コレクターズ・エディション - ユニバーサル・ピクチャーズ・ジャパン（4枚組、2007年7月13日発売）
  - 初回限定生産。特製アウターケース付き
  - 特典：未公開シーン集、メイキング・ドキュメンタリー、フォトサウンドストーリー、プロモーション密着全記録（ジャパンプレミア舞台挨拶、ユニバーサル・スタジオ・ジャパン　スペシャルイベント、第58回さっぽろ雪まつり、初日舞台挨拶、香港イベント）、公開直前番組完全版、Yahoo!ライブトーク、スタッフ・キャスト48人によるメイキング・コメンタリー（映像解説・48人のコメントを全て再生するとスペシャル映像を再生可能）、ミニコミック どろろ 全4巻、プレスシート縮刷版（カラー16P）

## 作品評価

### 興行収入
興行収入34億5000万円。
大ヒットとなったため平野隆プロデューサーは、「日本でもエンターテインメントが成立するということを証明できたと思う」と語った。

### 受賞歴
- 第七回日本映画テレビ技術協会映像技術賞 VFX、劇映画部門

## サウンドトラック
- 『どろろ オリジナル・サウンドトラック』（トイズファクトリー、2007年1月24日）

## 小説
本作品の公開に先立つ2006年12月7日、朝日文庫からNAKA雅MURA作の映画版ノベライズが上下巻同時刊行された。映画では割愛された内容が盛り込まれており、映画とはシーンやキャラクターが全く違う部分もある。

## その他
- 撮影は元々はモンゴルで行う予定だったが、夜になると零下20度ぐらいになるということで、出演者及びスタッフの体調を考慮し[7]、ニュージーランドで行われ、大規模なオープンセットを組む[8]等、多額の資金が投入された。
- 妻夫木聡と柴咲コウと瑛太は日曜劇場『オレンジデイズ』で共演したことがある。また、Mr.Childrenも同作で主題歌を担当していた。
- 撮影時間はそれぞれ、日本ロケ、スタジオ撮影、ニュージーランドロケが全体の約3分の1ずつ。ニュージーランドでの撮影期間は35日間だが、スタッフは短い者で40日、長い者で4カ月半、現地に滞在。実際に映画で使われたニュージーランドロケ部分は全体の半分に相当する[7]。
- 序盤の町や燃え尽きた寺は千葉や茨城で撮影[7]。ニュージーランドでは、ばんもん[9]、寿海の家、地獄堂を実際に建てており、地獄堂の建立には2カ月を要し、魔神像は日本で50%程制作したものを段ボールに入れて空輸した[7]。
- 景光らが住まう漆黒の城は、権力を増すごとに増築した設定になっており、天守閣、寝室など景光に関わる部屋は地獄堂を思わせる八角形になっている[9]。
- スタッフは、寒暖の差があるクライストチャーチで毎日1時間以上かけ宿泊地からロケ現場まで通った。自宅を出てから帰宅するまでが12時間以内でなければならない労働規則があるニュージーランドのスタッフも交えて行われた[7]。
- 2007年（平成19年）1月には、メディアファクトリーから映画の写真、設定画、関係者のコメントなどで構成された『どろろ完全図絵パーフェクト・ガイド』が発売。
- 監督の塩田明彦はこの映画に「人生を賭ける」と公言していた通り第2作、第3作の脚本も完成させており、製作体制さえ整えばいつでも撮影可能となっている[要出典]。